# روگاچف
روگاچف (به لاتین: Rahachow) یک منطقهٔ مسکونی در بلاروس است که در منطقه گومل واقع شده‌است. راهاچوو ۱۸٫۰۶ کیلومتر مربع مساحت و ۳۳٬۷۰۲ نفر جمعیت دارد و ۱۳۶ متر بالاتر از سطح دریا واقع شده‌است.

## خواهرخوانده
شهرهای پراخاتیتسه و توسنو خواهرخوانده‌های راهاچوو هستند.